# Битва израильтян с амаликитянами (картина)
«Битва израильтян с амаликитянами» — картина французского художника Никола Пуссена, посвящённая битве в Рефидиме. Хранится в Государственном Эрмитаже.
Картина иллюстрирует очень редкий в изобразительном искусстве сюжет, описанный в ветхозаветной Книге Исхода: в пустыне Рефидим Моисей иссёк из скалы воду и тут же на евреев напали воины бедуинского племени амаликитян. На защиту евреев бросились воины, предводительствуемые Иисусом Навином, а сам Моисей встал на вершине холма и молился за победу Навина. «И когда Моисей поднимал руки свои, одолевал Израиль; а когда опускал руки свои, одолевал Амалик. Но руки Моисеевы отяжелели; и тогда взяли камень и положили под него, и он сел на нём. Аарон же и Ор поддерживали руки его, один с одной, а другой с другой стороны. И были руки его подняты до захождения солнца. И низложил Иисус Амалика и народ его остриём меча» (Исх. 17:8—13).
В правом нижнем углу красной краской нанесены цифры 1731 — под этим номером картина была внесена в первый рукописный каталог Эрмитажа, начатый в 1797 году. С тыльной стороны холста до реставрации находились цифры 3351 — под этим номером картина была внесена в опись Эрмитажа 1859 года. В XVIII или XIX веке картина была продублирована на новый холст, в 1959 году при раздублировке на оригинальном холсте была обнаружена монограмма ND и под ней цифры 53 — их происхождение и значение не установлено.
Предполагается что картина написана Пуссеном около 1624—1625 годов в Риме и является одной из первых работ его итальянского периода. В старинной литературе находятся сведения о двух не дошедших до наших дней письмах Пуссена, написанных в самом начале его пребывания в Италии, в которых упоминается о двух батальных полотнах, которые художник вынужден был продать. Продажа картин связывается с тем, что покровитель Пуссена поэт Джамбаттиста Марино в марте 1625 года скоропостижно скончался, а кардинал Антонио Барберини, к которому Пуссен имел рекомендательные письма и на чью поддержку рассчитывал, в том же марте был назначен епископом Сенигаллии и до октября 1626 года в Риме отсутствовал, и Пуссен некоторое время находился совершенно без денег. Считается, что вторая батальная картина — это «Битва израильтян с аморреями», которая находится в собрании ГМИИ им. А. С. Пушкина; за каждую из картин Пуссен получил всего по семь скуди.
В Королевском собрании в Лондоне есть несколько батальных рисунков Пуссена. Они очень близки к иллюстрациям Пуссена к поэме Марино «Адонис» и выполнены в Париже. Высказывалось предположение, что Пуссен собирался написать серию полотен на темы ветхозаветных сражений. В качестве доказательства приводились картины из Эрмитажа и Пушкинского музея, а также «Битва Гедеона с медианитами» из Пинакотеки Ватикана, имеющая очень близкие размеры к картинам из Москвы и Санкт-Петербурга. Однако последняя картина предположительно написана не Пуссеном — многие исследователи сомневаются в его авторстве. Известна ещё одна батальная работа Пуссена, написанная немного позже (в 1626—1627 годах), «Взятие и разрушение императором Титом храма в Иерусалиме», она имеет значительно большие размеры (145,8 × 194 см) и находится в собрании музея Израиля в Иерусалиме.
Выдвигались версии, что картины из Эрмитажа и Пушкинского музея относятся к более раннему парижскому периоду творчества художника, в частности, эту точку зрения озвучила В. Н. Вольская в 1946 году. Её в 1961 году поддержал Ж. Тюилье, который мотивировал это тем, что обе картины совершенно обособлены от работ Пуссена в Италии — например, в них не заметно ни малейшего влияния Караваджо, под воздействие работ которого Пуссен попал сразу после приезда в Рим. Он указывал, что Пуссен скорее всего основывался на гравюрах с рельефов римских саркофагов или фресок Лоджий Рафаэля, опубликованных в Париже в начале 1620-х годов. Однако в последующих публикациях он отказался от этих утверждений. Большинство других исследователей датирует обе картины 1624—1625 годами, в Эрмитаже придерживаются этой датировки.
Н. К. Серебряная отмечает, что ряд фигур Пуссен заимствовал у других художников. В частности, группа воинов справа является вариантом картины «Персей и Финей» Полидоро да Караваджо, а воин с камнем в руках из центра картины — очень похож на фигуру (в зеркальном отображении) человека, бросающего камень с большой картины Джулио Романо «Мученичество святого Стефана» из церкви Сан-Стефано в Генуе .
В 1685 году обе картины находились в парижском собрании маршала Франции герцога Анн-Жюля де Ноая и после его смерти были унаследованы его сыном Адрианом-Морисом. Неизвестно, когда именно картины покинули собрание герцогов де Ноай, но в любом случае это произошло ранее 1766 года, поскольку в этом году А.-М. де Ноай скончался и в посмертной описи его имущества картины уже не значились. К этому времени они находились в Мюнхене в собрании Жозефа фон Дюфрена, коммерческого и финансового советника баварского курфюрста Максимилиана III Йозефа. В 1767 году собрание Дюфрена было выставлено на распродажу, которая после нескольких переносов и отсрочек состоялась в 1770 году в Амстердаме. Там они были куплены по заказу императрицы Екатерины II для Эрмитажа маршаном (торговцем картинами) П. Фуке за 2500 гульденов. Картина «Битва израильтян с аморреями» в 1927 году была передана из Эрмитажа в новообразованный Государственный музей изобразительных искусств имени А. С. Пушкина.
Картина выставляется в Зимнем дворце в зале 279.
В 2018 году картина находилась на совместной выставке Эрмитажа и Венского художественно-исторического музея. В выставочном каталоге была дана следующая характеристика картины:

Пространство в «Битве израильтян с амалекитянами» очень плотно заполнено сражающимися фигурами, подчёркнутая мускулатура и статичные позы напоминают мраморные рельефы. Недаром все исследователи связывают эту композицию с изображениями на римских саркофагах, которые Пуссен внимательно изучал и делал с них множество зарисовок .

- Дж. Романо. «Мученичество св. Стефана». Генуя
- Н. Пуссен. «Битва израильтян с аморреями». Пушкинский музей
- Н. Пуссен (?). «Битва Гедеона с медианитами». Ватиканская пинакотека